# Aleksander Małecki (1901–1939)
Aleksander Antoni Włodzimierz Małecki (ur. 4 września 1901 w Zarubińcach (Królestwo Galicji i Lodomerii), zm. prawdopodobnie w 1939) – polski artysta malarz, szermierz. Brązowy medalista olimpijski.

## Życiorys
Urodził się w ziemiańskiej rodzinie Władysława Wojciecha i Marii Eweliny z Radziewiczów Winnickich. Uczęszczał do Wyższego Realnego Gimnazjum Prywatnego im. A. Mickiewicza we Lwowie. W klasie VI przerwał naukę by jako ochotnik wziąć udział w obronie Lwowa (5 listopada – 12 grudnia 1918). 20 grudnia 1918 wstąpił do 8 puł. w Krakowie i wyjechał na front. W czerwcu 1920 (podczas krótkiego urlopu) otrzymał we Lwowie świadectwo dojrzałości, a miesiąc później powrócił do swej macierzystej jednostki wojskowej. Po demobilizacji (w listopadzie 1920) rozpoczął studia malarskie w Akademii Sztuk Pięknych w Krakowie, które ukończył w 1927. Wtedy też (1927–1928) zaliczył 9-miesięczny II Kurs Szkoły Podchorążych Rezerwy Kawalerii w Grudziądzu. Otrzymał awans na podporucznika rez. (1931) i porucznika rez. (1936). Ostatni kurs dla kandydatów na dowódców szwadronów liniowych ukończył w 1937.
W 1928 powrócił do rodzinnego majątku Roznoszyńce k. Zbaraża i wspólnie z ojcem zajmował się gospodarką. W kampanii wrześniowej 1939 walczył jako porucznik rez. KOP. Prawdopodobnie (brak dokumentów) zginął w 1939 podczas próby przedarcia się na Węgry.

### Kariera sportowa
Był jednym z pionierów szermierki sportowej w Polsce. Walczył w szabli i szpadzie. W końcu 1921 wraz z kolegami (legioniści, żołnierze WP, studenci) „odtworzył” zawieszony w marcu 1914 (powstały w 1908) klub szermierczy AZS Kraków. Był członkiem jego zarządu i startował w barwach tego klubu do zakończenia kariery sportowej (1928). Pierwszy większy sukces odnosi podczas zawodów z okazji 15-lecia AZS Kraków (1923) zwyciężając w turnieju szpadowym. W szpadzie dwukrotnie był mistrzem (1924, 1928) i wicemistrzem Polski (1925, 1926). Największe sukcesy na arenie międzynarodowej odnosił w drużynie szablowej. Był członkiem kadry polskiej na igrzyskach olimpijskich w Paryżu (1924), ale ostatecznie nie wystartował. Wziął udział w igrzyskach olimpijskich w Amsterdamie (1928), gdzie zdobył z drużyną brązowy medal w szabli. Po tych igrzyskach zakończył karierę sportową.

## Ordery i odznaczenia
- Srebrny Krzyż Zasługi (17 stycznia 1939)[4]